# Jimmy McConnell
James McConnell, plus connu sous le nom de Jimmy McConnell (né le 23 février 1899 à Ayr en Écosse, et mort en 1949), est un joueur de football écossais qui évoluait au poste d'attaquant.

## Palmarès
| Nithsdale Wanderers - Championnat d'Écosse D3 : - Champion : 1924-25. |  | Bethlehem Steel - American Soccer League : - Champion : 1926-27. |  | Carlisle United - Championnat d'Angleterre D3 : - Meilleur buteur : 1928-29 (42 buts) et 1930-31 (37 buts). |